# Um Hyo-sup
Um Hyo-sup (hangul: 엄효섭, hanja: 嚴孝燮, RR: Eom Hyo-seop) es un veterano actor surcoreano.

## Biografía
Estudió en el Instituto de las Artes de Seúl (Seoul Institute of the Arts).

## Carrera
Es miembro de la agencia Starvillage Entertainment.
En julio de 2011 se unió al elenco recurrente de la serie The Princess' Man donde interpretó a Yi Gae, un erudito oficial y el antiguo maestro de Kim Seung-yoo (Park Si-hoo), Shin Myeon (Song Jong-ho) y Jung Jong (Lee Min-woo).
En 2012 se unió al elenco recurrente de la serie Golden Time, donde dio vida al doctor Kim Min-joon, un miembro del departamento de cirugía general.
En diciembre del mismo año se unió al elenco recurrente de la popular serie School 2013, donde interpretó a Uhm Dae-woong, el maestro de matemáticas, a quien los alumnos apodan "Uhm Force".
En marzo de 2013 se unió al elenco recurrente de la serie Nine: Nine Time Travels, donde dio vida a Oh Chul-min, el presidente de la estación CBM.
En abril del mismo año se unió al elenco recurrente de la serie Gu Family Book, donde interpretó a noble justo y recto Park Moo-sol, un hombre respetado por sus compatriotas, así como el padre de Park Tae-seo (Yoo Yeon-seok) y Park Chung-jo (Lee Yu-bi), y el padre sustituto de Choi Kang-chi (Lee Seung-gi).
En agosto del mismo año se unió al elenco recurrente de la serie Two Weeks, donde dio vida a Han Jung-woo, el fiscal en jefe.
En marzo del 2014 se unió al elenco recurrente de la serie 12 Years Promise (también conocida como "Wild Chives and Soy Bean Soup: 12 Years Reunion"), donde interpretó al padre de Jang Guk/Jang Dal-rae (Lee So-yeon).
En junio del mismo año se unió al elenco recurrente de la serie Gunman in Joseon, donde dio vida a Jung Hwe-ryung, el intérprete oficial del estado y el padre de Jung Soo-in (Nam Sang-mi).
En enero de 2015 se unió al elenco recurrente de la serie Heart to Heart, donde interpretó a Go Jae-woong, el padre de Go Yi-seok (Chun Jung-myung).
En diciembre del mismo año se unió al elenco recurrente de la serie Remember (también conocida como "Remember: War of the Son"), donde dio vida al corrupto fiscal Hong Moo-seok, un hombre que es bueno fabricando historias durante los juicios y que hace mal uso de su poder para cubrir los crímenes de la compañía "Il-Ho", hasta el final de la serie en febrero del 2016.
En junio del 2016 se unió al elenco recurrente de la serie Doctors, donde interpretó a Jin Myung-hoon, el padre de la doctora Jin Seo-woo (Lee Sung-kyung) y director del Hospital Gookil.
El 10 de julio del 2017 realizó su primera aparición especial en la primera temporada de la serie Forest of Secrets (también conocida como "Stranger"), donde dio vida a Park Moo-sung, un CEO y una de las primeras víctimas.
En julio del mismo año se unió al elenco recurrente de la serie The King in Love, donde interpretó a Lee Seung-hyu, el maestro de Eun San (Im Yoon-ah).
En agosto del mismo año se unió al elenco recurrente de la serie Live Up to Your Name donde dio vida al médico coreano Heo Jun, un doctor de la corte real.
El 28 de septiembre del mismo año apareció realizó su primera aparición especial en la serie While You Were Sleeping, donde interpretó a Park Jun-mo, el abusivo padre de Park So-yoon (Kim So-hyun), quien se convierte en un cliente habitual del abogado Lee Yoo-beom (Lee Sang-yeob) por sus acciones.
En diciembre del mismmo año se unió al elenco recurrente de la serie I'm Not a Robot, donde dio vida al doctor Oh, el médico de Kim Min-kyu (Yoo Seung-ho) a quien ha cuidado durante los últimos quince años.
En julio de 2018 se unió al elenco recurrente de la serie Life, donde interpretó al doctor Lee Sang-yeop, el jefe del centro de cáncer y ex subdirector del Hospital Universitario Sangkook.
En septiembre del mismo año se unió al elenco recurrente de la serie Terius Behind Me, donde dio vida a Shim Woo-cheol, un agente y el jefe del Servicio Nacional de Inteligencia (NIS) que valora el patriotismo, la lealtad y la camadería.
En diciembre del mismo año se unió al elenco recurrente de la serie My Strange Hero (también conocida como "Revenge is Back"), donde interpretó a Kim Kwi-chang, el corrupto director de la escuela "Seolsong High School", un hombre que recibe sobornos de los padres y estudiantes.
En marzo de 2019 se unió al elenco recurrente de la serie He Is Psychometric, donde dio vida a Eun Byung-ho, el superintendente de la policía y padre de la detective Eun Ji-soo (Kim Da-som).
En julio del mismo año se unió al elenco recurrente de la serie Doctor John, donde interpretó a Kang I-moon, el director del Hospital Hanse, hasta el final de la serie en septiembre del mismo año.
En octubre del mismo año se unió al elenco recurrente de la serie Extraordinary You, donde dio vida a Eun Moo-young, el padre de la estudiante Eun Dan-oh (Kim Hye-yoon).
En diciembre del mismo año se unió al elenco de la serie Queen: Love and War donde interpretó a Baek Ja-yong, un inspector general y el amigo de Kang Yi-soo (Lee Ki-young), hasta el final de la serie en febrero de 2020.
En septiembre de 2020 se unió al elenco recurrente de la serie Homemade Love Story (también conocida como "Oh! Samkwang Villa"), donde dio vida a Park Pil-hong, el exesposo de Kim Jung-won (Hwang Shin-hye).
En octubre del mismo año se apareció en la serie Do Do Sol Sol La La Sol, donde interpretó a Goo Man-soo, un CEO y el padre de Goo Ra-ra (Go Ara).

## Filmografía

### Series de televisión
| Año       | Título                                     | Personaje                    | Notas                              |
| --------- | ------------------------------------------ | ---------------------------- | ---------------------------------- |
| 2024      | Dongjae, the Good or the Bastard           | Park Moo-sung                | Aparición especial                 |
| 2024      | Cautivar a un rey                          | Oh Wook-hwan                 | [ 17 ]                             |
| 2023      | Battle for Happiness                       | Padre de Yu-jin              | Aparición especial                 |
| 2022-23   | The Forbidden Marriage                     | Ye Hyun-ho                   | [ 19 ]                             |
| 2022      | Besos y presagios                          | Kim Hae-jin                  | [ 20 ]                             |
| 2021      | Jirisan                                    | Yang Geun-tak                | 6 episodios - (aparición especial) |
| 2021      | Youth of May                               | Lee Chang-geun               | 9 episodios                        |
| 2020-2021 | Homemade Love Story                        | Park Pil-hong                |                                    |
| 2020      | Start-Up                                   | Won Doo-jung                 |                                    |
| 2020      | Do Do Sol Sol La La Sol                    | Goo Man-soo                  |                                    |
| 2020      | Tale of the Nine Tailed                    | Asociado de Lee Rang         | 3 episodios - (aparición especial) |
| 2019-2020 | Queen: Love and War                        | Baek Ja-yong                 |                                    |
| 2019      | Extraordinary You                          | Eun Moo-young                |                                    |
| 2019      | Doctor John                                | Kang I-moon                  |                                    |
| 2019      | He Is Psychometric                         | Eun Byung-ho                 | [ 21 ]                             |
| 2018-2019 | My Strange Hero                            | Kim Kwi-chang                |                                    |
| 2018      | Terius Behind Me                           | Shim Woo-cheol               |                                    |
| 2018      | Life                                       | Dr. Lee Sang-yeop            |                                    |
| 2017-2018 | I'm Not a Robot                            | Doctor Oh                    |                                    |
| 2017      | While You Were Sleeping                    | Park Jun-mo                  | 6 episodios                        |
| 2017      | Live Up to Your Name                       | Heo Jun                      | [ 7 ]                              |
| 2017      | The King in Love                           | Lee Seung-hyu                |                                    |
| 2017      | Forest of Secrets                          | Park Moo-sung                | 2 episodios - (aparición especial) |
| 2017      | The Emperor: Owner of the Mask             | -                            |                                    |
| 2017      | Super Family                               | Choi Suk-moon                |                                    |
| 2017      | Frozen Love                                | Padre de Yoo Shin-yeong      | 2 episodios                        |
| 2016      | Shopping King Louie                        | Kim Ho-joon                  |                                    |
| 2016      | Doctors                                    | Jin Myung-hoon               |                                    |
| 2016      | The Master of Revenge                      | Senador Choi                 |                                    |
| 2015-2016 | Remember                                   | Hong Moo-seok                |                                    |
| 2015      | Loss Time Life                             | Árbitro Principal            |                                    |
| 2015      | Splendid Politics                          | Hong Yeong                   |                                    |
| 2015      | Falling for Innocence                      | Dr. Jo Nam-soo               |                                    |
| 2015      | Life Tracker Lee Jae Goo                   | Kim Tae-soo                  |                                    |
| 2015      | Heart to Heart                             | Go Jae-woong                 |                                    |
| 2014      | Liar Game                                  | Padre de Nam Da-jung         |                                    |
| 2014      | Drama Special Season 5 - "Different Cries" | Ryoo Jeong-cheol             | 1 episodio                         |
| 2014      | Secret Door                                | Min Baek-sang                |                                    |
| 2014      | Gunman in Joseon                           | Jung Hwe-ryung               |                                    |
| 2014      | Big Man                                    | Kang Sung-wook               |                                    |
| 2014      | 12 Years Promise                           | Padre de Jang-kook           |                                    |
| 2013      | My Love from the Star                      | Cheon Min-goo                |                                    |
| 2013      | Two Weeks                                  | Han Jung-woo                 |                                    |
| 2013      | Empire of Gold                             | Choi Won-jae                 |                                    |
| 2013      | Gu Family Book                             | Park Moo-sol                 |                                    |
| 2013      | Nine: Nine Time Travels                    | Oh Chul-min                  |                                    |
| 2012-2013 | School 2013                                | Mtro. Uhm Dae-woong          |                                    |
| 2012      | Golden Time                                | Dr. Kim Min-joon             |                                    |
| 2012      | Queen In-hyun's Man                        | Ministro Min Ahm             |                                    |
| 2012      | Syndrome                                   | Park Sun-woo                 |                                    |
| 2012      | Feast of the Gods                          | Go Jae-chul                  |                                    |
| 2012      | Come, Come, Absolutely Come                | CEO Kang                     |                                    |
| 2011      | The Peak                                   | Park Yi-man                  |                                    |
| 2011      | The Princess' Man                          | Yi Gae                       |                                    |
| 2011      | Warrior Baek Dong-soo                      | Baek Sa-geong                |                                    |
| 2009      | Three Men                                  | Presidente del Campo de Golf |                                    |
| 2009      | Queen Seondeok                             | Yum Jong                     |                                    |
| 2009      | The Slingshot                              | Kim Jung-jin                 |                                    |
| 2007      | In-soon Is Pretty                          | Prof. Seo Kyung-joon         |                                    |
| 2007      | Thank You                                  | -                            | 2 episodios                        |
| 2007      | H.I.T                                      | Shi Il-young                 |                                    |

### Películas
| Año  | Título                  | Personaje       | Notas                                                                                                 |
| ---- | ----------------------- | --------------- | --- |
| 2018 | Default                 | -               | junto a Kim Hye-soo, Yoo Ah-in, Jo Woo-jin, Vincent Cassel, Heo Joon-ho, Ryu Deok-hwan y Park Jin-joo |
| 2017 | Confidential Assignment | Presidente Yoon | junto a Hyun Bin, Yoo Hae-jin, Im Yoon-ah, Kim Joo-hyuk, Jang Young-nam y Lee Hae-young               |
| 2015 | Gangnam 1970            | Kim Jung-kyu    | junto a Lee Min-ho, Kim Rae-won, Jung Jin-young, Kim Ji-soo, Seolhyun y Choi Jin-ho                   |
| 2014 | The Youth               | Gerente Ji      | |
| 2011 | Silenced                | Oficial Jang    | junto a Gong Yoo, Jung Yu-mi, Kim Hyun-soo, Jung En-seo, Baek Seung-hwan, Kim Ji-young y Choi Jin-ho  |
| 2009 | Marine Boy              | Mr. Choi        | junto a Cho Jae-hyun, Park Si-yeon, Kim Kang-woo, Lee Won-jong, Oh Kwang-rok y Jo Jae-yoon            |
| 2007 | May 18                  | Capitán Kim     | |
| 2004 | Springtime              | Maestro         | |
| 2003 | Double Agent            | -               | |
| 2001 | One Fine Spring Day     | Soon-kyeong     | |

### Aparición en programas de radio
| Año  | Título                         | Cadena | Notas |
| ---- | ------------------------------ | ------ | ----- |
| 2015 | EBS 책 읽는 라디오 낭독 시리즈 | EBS FM |       |

### Teatro / Musicales
| Año  | Título                                       | Personaje | Notas     |
| ---- | -------------------------------------------- | --------- | --------- |
| 2010 | University of Laughs (웃음의 대학)           | -         |           |
| 2010 | The Phantom of the Opera (커튼콜의 유령)     | -         |           |
| 2008 | The Return of President Eom (돌아온 엄 사장) | -         |           |
| 2004 | The Three Musketeers                         | -         |           |
| 1990 | 캣츠                                         | -         | (musical) |